# Жерве, Поль
Поль Жерве́ (фр. François Louis Paul Gervais; 26 сентября 1816, Париж — 10 февраля 1879, Париж) — французский естествоиспытатель, палеонтолог и энтомолог.
Он изучал медицину и естествознание, был помощником (aidenaturaliste) в Jardin des Plantes, затем профессором и деканом естественноисторического факультета в Монпелье, затем профессором в Сорбонне в Париже и, наконец, профессором сравнительной анатомии.
Был Президентом Энтомологического общества Франции.
Сначала Жерве занимался низшими животными и написал «Histoire naturelle des insectes aptères. Suites à Buffon» (1844—1847, 2 т.), позднее — живыми и ископаемыми млекопитающими; сюда относятся сочинения: «Paléontologie françaises» (1859), «Histoire naturelle des mammifères» (2 т., 1854).
Из многочисленных других сочинений следует отметить
- «Zoologie médicale» (2 т., 1859),
- «Zoologie et Paléontologie générales» (с 1867),
- «De l’ancienneté de l’homme» (1865),
- «Recherches sur l’ancienneté de l’homme et la période quaternaire» (1867).